# Cartier

Logo de Cartier

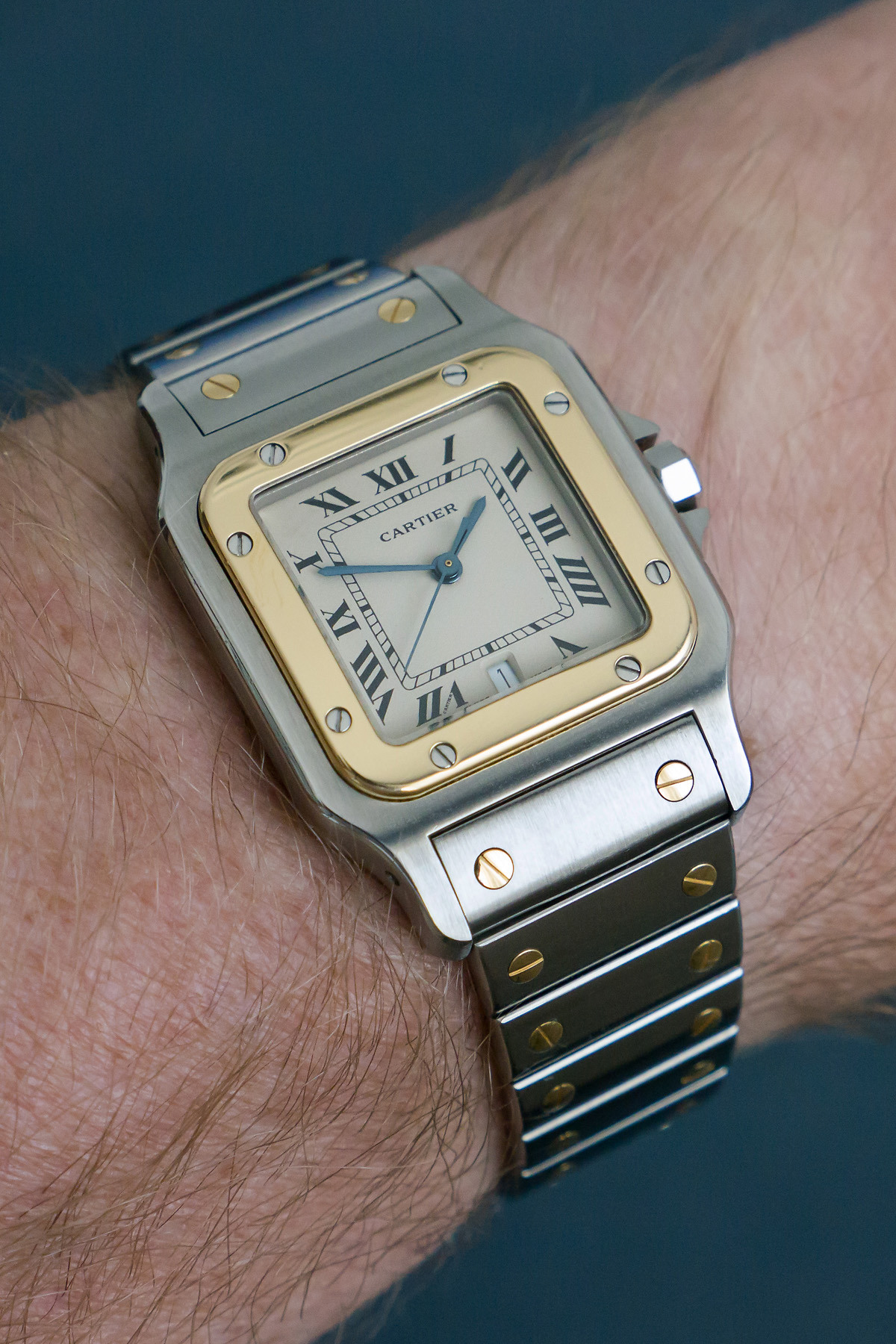
Cartier Santos 1988

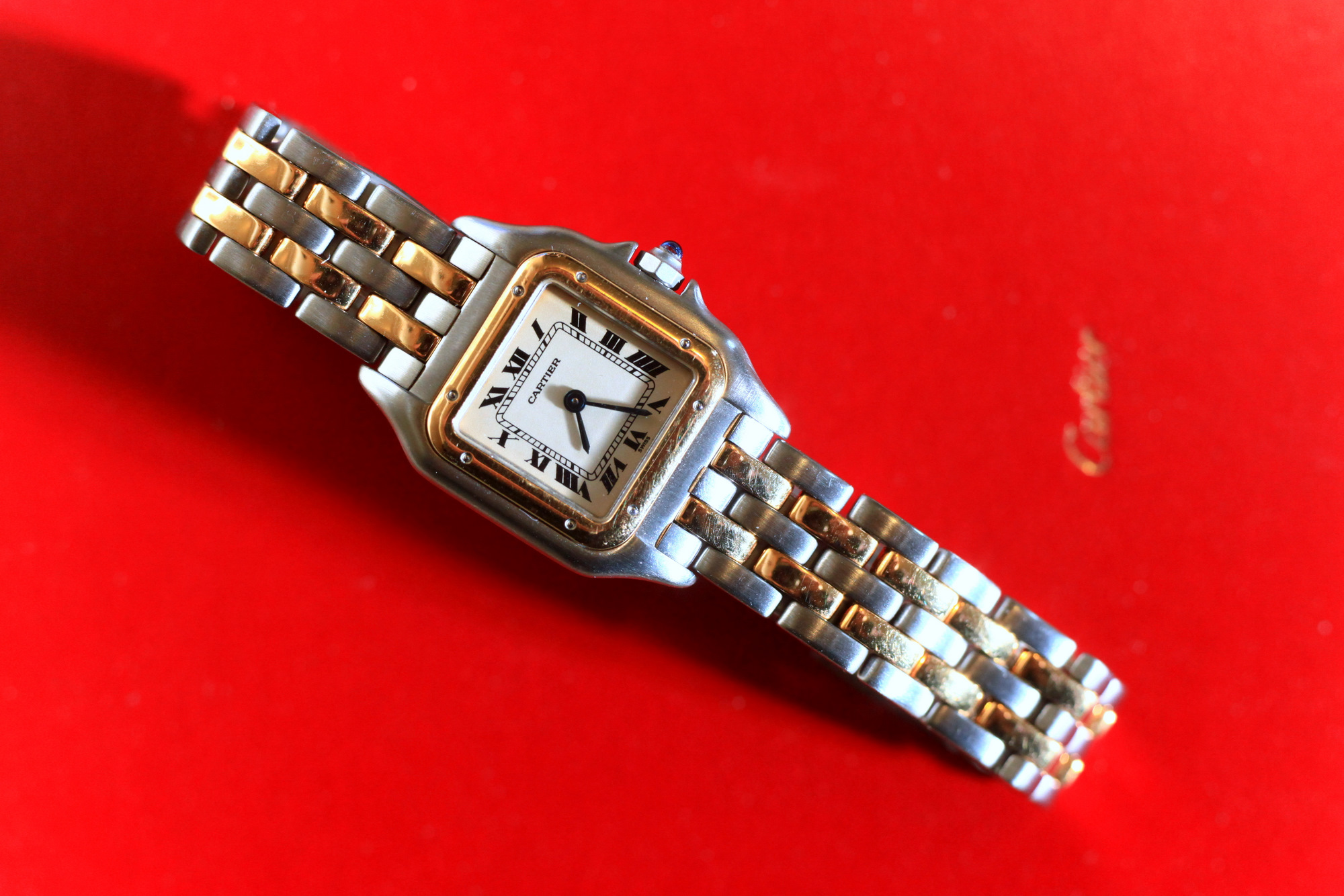
El reloj femenino de dos tonos Panthère

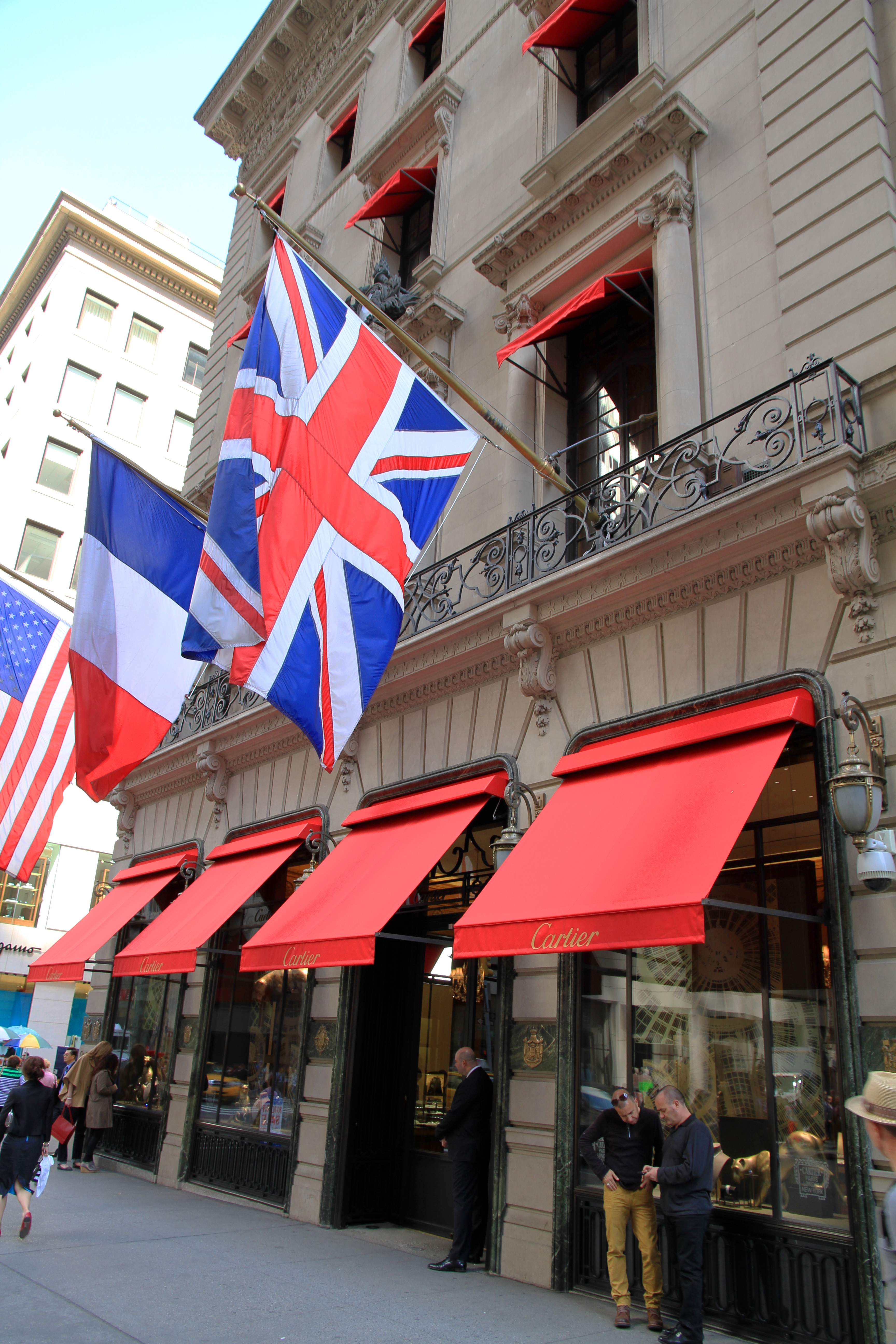
Fifth Avenue, New York, 2013

Cartier SA es una marca francesa de relojes y joyas, fundada en 1847 por Louis-François Cartier, perteneciente al grupo suizo de bienes de lujo Richemont. Cartier es una manufactura relojera, dado que muchos de sus relojes cuentan con mecanismos de factura propia.
La corporación lleva el nombre de la familia de joyeros Cartier —cuyo control finalizó en 1964—, quienes fueron conocidos por crear diversas piezas famosas, incluyendo el collar de diamantes Bestiary —hecho en los años 20 para el maharajá indio Yadavindra Singh— y el primer reloj de pulsera práctico, el Santos, en 1904. Las instalaciones centrales de Cartier SA se ubican en París.
La compañía ha atendido a una larga lista de celebridades y personajes de la realeza, de hecho, uno de los príncipes de Gales se refirió a Cartier como «los joyeros de los reyes, los reyes de los joyeros». A Cartier se le encomendó la misión de confeccionar veintisiete tiaras para la coronación del nuevo rey. El rey Eduardo VII del Reino Unido fue coronado en 1902, y dos años más tarde él honró a la compañía con la Orden Real de la Realeza Británica. Similares órdenes continuaron de diferentes países, como España, Portugal, Rusia, Tailandia, Grecia, Serbia, Bélgica, Rumania, Egipto y Albania, además de la Casa de Orleans y el Principado de Mónaco.

## Historia
Cartier fue fundada en París en 1847 por Louis-François Cartier, cuando se hizo cargo del taller de su maestro. En 1874, Su hijo Alfred Cartier comenzó a administrar la compañía, pero los tres hijos de este, Louis, Pierre y Jacques, fueron los responsables de establecer la marca Cartier a nivel mundial.
En 1904, el aviador brasileño Alberto Santos Dumont le comentó a su amigo Louis Cartier lo poco práctico que resultaba usar relojes de bolsillo mientras se volaba. Cartier asumió el desafío y diseñó un reloj de pulsera plano con un distintivo bisel cuadrado. Esta prenda no solo fue un éxito con Santos Dumont, sino también con muchos clientes de Cartier. De este modo fue que nació «Santos», el primer reloj de pulsera para hombres (Patek Phillipe creó el primer reloj de este tipo, pero fue para una mujer y hecho a la medida).
Louis mantuvo la responsabilidad de la marca parisina, mudándose a la Rue de la Paix en 1899. Él era el encargado de algunos de los más celebrados diseños de la empresa, como el «Mistery clock» —un reloj con una esfera transparente, llamado así porque su mecanismo estaba escondido—, elegantes relojes de pulsera y exóticos diseños Art decó, incluyendo las coloridas joyas «Tutti frutti».
En 1907, Cartier firmado un contrato con Edmond Jaeger, quien estuvo de acuerdo con el proveedor exclusivo de los movimientos de los relojes Cartier. En ese momento, Cartier tenía sucursales en Londres, Nueva York y San Petersburgo y se está convirtiendo rápidamente en una de las empresas de seguimiento de mayor éxito en el mundo. La introducción de los modelos Baignore y Tortue (ambos de los cuales todavía están en producción hoy en día), se llevó a cabo en 1912. El reloj Cartier Tank (tanque), diseñado por Louis Cartier, fue inspirado en el tanque Renault de reciente introducción en el Frente Occidental. Esta línea también ha sobrevivido hasta nuestros días.

### Origen del símbolo de la pantera de Cartier
La Pantera de Cartier es un símbolo e icono que define a la marca, supone su identidad. Fue el artista George Barbier quien creó el cuadro Mujer con pantera con el que el fundador Louis Cartier quedó impresionado. Fue tanta la repercusión de la obra en el joyero que decidió utilizarla como portada para la invitación de la presentación de la nueva colección ``perlas y joyas de la antigua decadencia´´ (1914). El haberla empleado en la invitación creó una gran impresión, y la pantera se convirtió en un emblema de la marca que hoy en día se mantiene.
En 1914 Louis Cartier también conoció a una mujer que sería una influencia en su vida y en su marca, Jeanne Toussaint. Era una clara representación de la mujer moderna, caracterizada por su inteligencia, elegancia y su buen gusto. Toussaint era una mujer influyente, y con mucha presencia en los lugares de moda, que acostumbraba a vestir con pieles animales, entre ellos, un abrigo de piel de pantera. Louis Cartier, inspirado por Madame Toussaint realizó un safari a Kenia para ver en directo a la pantera y reafirmar que era el animal que representaría el espíritu femenino en su marca, siendo un símbolo de distinción.
Gracias al arquitecto Charles Jacqueau, director de joyería de Cartier, la pantera pasó a ser parte de los diseños de las joyas. La figura animal se vio representada por primera vez en una pieza de joyería en el reloj de muñeca femenino ``Panthère´´. Pieza de inspiración art-decó que contaba con diamantes por su superficie a modo de simular la piel moteada del felino. El reloj fue un éxito y quedó como una institución para la marca. Posteriormente la pantera fue empleada de una manera más representativa en otras creaciones como las famosas gargantillas ``Panthère´´. 
Como la pantera, Madame Toussaint se unió al equipo de Cartier (1918) y se convirtió en una institución. Supuso una revolución que llevó a la marca al éxito, también tuvo mucha relevancia en la sociedad debido a que fue una mujer muy respetada que supo hacerse a sí misma y se convirtió en una persona con influencia en muchos aspectos, pero sobre todo fue un referente de estilo elegancia y refinamiento.